# Візуальний редактор Вікіпедії
Візуа́льний реда́ктор Вікіпе́дії (англ. VisualEditor (VE)) — це проект зі створення «візуального» або «WYSIWYG-подібного» текстового онлайнредактора як розширення MediaWiki до Вікіпедії. Він був розроблений Фондом Вікімедіа у партнерстві з хостингом Фендом. У липні 2013 року бета-версія була ввімкнена за замовчуванням для Mediawiki.org та кількох найбільших вікіпроєктів з можливістю вимкнути функціонал.
Фонд «Вікімедіа» вважає це найскладнішим технічним проектом на сьогодні, в той час як The Economist назвав його найбільш суттєвою зміною Вікіпедії. За повідомленням «The Daily Dot», прагнення Фонду Вікімедіа до більш широкої участі може загрожувати відчуженням існуючих редакторів. У вересні 2013 року в англійській Вікіпедії прибрали увімкнення за замовчуванням візуального редактора після скарг користувачів, але функцію було повернуто як таку, що надавалась за замовчуванням у жовтні 2015 року. Дослідження Фонду Вікімедіа 2015 року виявило, що редактор не забезпечив очікуваних переваг для нових дописувачів.

## Розвиток
Оригінальний вебредактор Вікіпедії, наданий MediaWiki, — це звичайний текстовий редактор на основі браузера, де авторам доводилося вивчати мову розмітки вікі для редагування. Редактор WYSIWYG для Вікіпедії планувався роками, щоб усунути необхідність вивчати мову розмітки вікі. Сподівалося, що це зменшить технічний бар'єр для потенційних вікіпедистів, уможливить ширшу участь у редагуваннях, і це була спроба запобігти спаду кількості редакторів з 50 000 у 2006 році до 35 000 у 2011 році, яка сягала піку в 2007 році. Частина проекту на 1 млн доларів, спрямованого на розробку нових можливостей та вдосконалення. Мета проєкту — дозволити редагування та розміщення вікі за допомогою WYSIWYG редактора Вікіпедії. За словами Джей Волша, сподівання полягає у написанні статей, недостатньо представлених внесків сайту на арабській, португальській та індійських мовах.
За даними Фонду Вікімедіа, «Існують різні причини, які призводять до того, що існуючі та потенційні учасники не редагують; серед них складність розмітки вікі є головною проблемою. Однією з цілей цього редактора є надання можливості обізнаним та добросовісним користувачам редагувати та ставати цінними членами вікіспільноти, навіть якщо вони не є експертами з вікірозмітки. Ми також сподіваємось, що з часом досвідчені редактори знайдуть візуальний редактор Вікіпедії корисним для деяких своїх редагувань». У 2012 році Сью Ґарднер, виконавча директор Фонд Вікімедіа заявила, що «ми не думаємо, що візуальний редактор сам по собі вирішить проблему», а співзасновник Вікіпедії Джиммі Вейлз зауважив «Це надвичайно важливо».

### Впровадження
MediaWiki використовується великою кількістю вікі, причому менші сайти спочатку замислюються як попередньо розгорнуті. Візуальний редактор Вікіпедії планувалося запровадити в англомовній Вікіпедії для редакторів із зареєстрованими обліковими записами, а потім для анонімних редакторів. Альфаверсія була доступна для вибраних користувачів у грудні 2012 року, а в квітні розширилася для всіх зареєстрованих користувачів. Це був редактор за замовчуванням для користувачів, які увійшли до англомовної Вікіпедії в липні 2013 року. Згодом воно було прийнято до участі в англомовній Вікіпедії у вересні 2013 року через скарги користувачів на його стабільність та реалізацію було невдалим та мали обмеження (хоча він залишався активним для більшості неангломовних вікіпедистів). У 2015 році він завершив свою стадію бета-версії та знову був доступний в англійській Вікіпедії.

### Технічна реалізація

Parsoid HTML — RDFa змістова модель

Фонд «Wikimedia» об'єднав зусилля з Вікіа для роботи над проектом. Реалізація зіткнулася з проблемами з мовою розмітки вікі (основою для статей у Вікіпедії), оскільки вона постійно розширюється протягом 12 років, щоб включати рідко використовувані багаті та складні функції, що роблять відтворення вигляду остаточної статті залежно від багатьох факторів, які були непростими для відтворення. Технічна реалізація вимагала вдосконалення MediaWiki в аналізі, мові розмітки вікі, об'єктної моделі документа та остаточному перетворенні HTML. Необхідним компонентом є сервер парсера під назвою Parsoid, який написаний на Node.js і створений для перетворення в обох напрямках між вікітекстом та форматом, придатним для візуального редактора Вікіпедії. Фонд Wikimedia вважав візуальний редактор Вікіпедії найскладнішим технічним проектом на сьогоднішній день.
Станом на квітень 2015 року веббраузери, що підтримуються, включають сучасні версії Chrome, Firefox, Midori, Opera, Safari та Internet Explorer (10+).
Розширення візуального редактору Вікіпедії MediaWiki доступне для завантаження операторами серверів і зазвичай вимагає останньої версії MediaWiki.

### Текстовий онлайнредактор
За даними команди візуального редактора Вікіпедії, мета — «створити надійний текстовий редактор для MediaWiki», «візуальний редактор», який є «WYSIWYG-подібним». Реалізація розбита на "основний "текстовий онлайн-редактор, який може працювати незалежно від MediaWiki, та розширення MediaWiki. Розширення MediaWiki знаходиться у категорії «Розширення WYSIWYG».

## Оцінки
The Daily Dot стверджує, що прагнення Фонду Вікімедіа до більшої кількості користувачів може загрожувати відчуженням існуючих редакторів. Деякі досвідчені редактори висловлюють занепокоєння щодо випуску та помилок, оскільки німецька спільнота Вікіпедії голосує проти того, щоб зробити візуальний редактор Вікіпедії новим за замовчуванням, та висловили перевагу замість нього зробити функцію «відключення». Незважаючи на ці скарги, Фонд Вікімедіа продовжував розробляти інші мови. The Register сказав: «Наше коротке дослідження дозволяє припустити, що воно, безумовно, знімає будь-яку потребу, щоб пам'ятати, який тип дужок належить де». The Economist заявив, що це «найзначніша зміна в короткій історії Вікіпедії». Софтпедія випустила статтю під назвою «Новий візуальний редактор Вікіпедії — найкраще оновлення за роки, і ви можете зробити це краще». Деякі опоненти заявляють, що користувачі можуть відчути приниження через те, що «певні люди» плутаються у розміщенні вікі і тому потрібен візуальний редактор Вікіпедії.
The Daily Dot 24 вересня 2013 року повідомляв, що у Фонду Вікімедіа спостерігається все більша реакція від англійської спільноти Вікіпедії, яка розкритикувала цей редактор як повільний, погано реалізований і схильний порушувати існуючий формат тексту статей. В результаті «тесту волевиявлення» між спільнотою та Фондом один адміністратор-волонтер перемінив налаштування Фонду Вікімедіа, щоб змінити доступність візуального редактора з неавтоматичного вибору. Фонд погодився, але пообіцяв продовжувати розробку та вдосконалення візуального редактору Вікіпедії.

### Результати досліджень
Фонд Вікімедіа провів контрольне дослідження про ефекти візуального редактора Вікіпедії у травні 2015 року. Дослідження виявило, що він не збільшує кількість новачків, які успішно розпочинають редагування, не збільшує їх продуктивність і не збільшує вміст нового редактора. Редагування за допомогою цього редактора займало значно довше часу, і нові редактори мали менше шансів зберегти свою роботу. Попередній контрольний тест у червні 2013 року — коли візуальний редактор Вікіпедії був менш зрілим — показав подібні нейтральні та негативні результати.